# Amy Frank
Amy Frank, bis 1939  Emmy Frank (* 15. Dezember 1896 als Emilie Rosenthal in Schüttenhofen, Böhmen, Österreich-Ungarn; † 6. Mai 1980 in Ostberlin) war eine österreichisch-böhmischstämmige Schauspielerin in Deutschland und Großbritannien.

## Leben
Die gebürtige Emilie Rosenthal erhielt eine private Musik- und Schauspielausbildung in Wien und debütierte 1920 am Theater. In den folgenden 13 Jahren trat sie als Emmy Frank unter anderem an Bühnen in Hirschberg, Brünn, Prag, Breslau und Düsseldorf, wo sie unter der Intendanz von Louise Dumont am dortigen Schauspielhaus spielte, auf.
Infolge der Machtergreifung durch die Nationalsozialisten wurde die Jüdin Rosenthal / Frank vorübergehend verhaftet, aber noch 1933 wieder entlassen. Emmy Frank floh via Tschechoslowakei in die Sowjetunion, wo sie sich zwischen 1935 und 1937 aufhielt und u. a. an dem von Maxim Vallentin geleiteten Deutschen Wandertheater arbeitete. In den Jahren 1937–39 erfolgte ihre Rückkehr nach Prag, ehe sie die Zerschlagung der Rest-Tschechei 1939 zur Flucht nach England veranlasste. Dort trat die Künstlerin, die sich nunmehr Amy Frank nannte, im Emigrantenkabarett Laterndl auf und wirkte nach Ende des Zweiten Weltkriegs auch erstmals in Filmen mit.
1948 kehrte Amy Frank nach Deutschland zurück und ließ sich in der Ostzone bzw. in Ostberlin nieder. Dort fand sie bis 1962 Beschäftigung am Deutschen Theater sowie den benachbarten Berliner Kammerspielen. Rund um das Jahr 1960 sah man sie mit Nebenrollen auch regelmäßig in einigen DEFA-Kinofilmproduktionen.
Amy Frank war mit dem wie sie gleichfalls aus dem heutigen Tschechien stammenden Schauspieler Friedrich Richter verheiratet.

Grabstätte

Beide sind auf dem Französischen Friedhof in Berlin-Mitte bestattet.

## Filme
- 1946: While the Sun Shines
- 1947: The First Gentleman
- 1948: Notlandung (Broken Journey)
- 1954: Hexen
- 1959: Spuk in Villa Sonnenschein (Fernsehfilm)
- 1959: Ehesache Lorenz
- 1960: Seilergasse 8
- 1960: Ärzte
- 1961: Guten Tag, lieber Tag
- 1961: Die Liebe und der Co-Pilot

## Theater
- 1948: William Shakespeare: Maß für Maß – Regie: Wolfgang Langhoff (Deutsches Theater Berlin – Kammerspiele)
- 1949: Lion Feuchtwanger: Wahn in Boston (Bridget Oliver) – Regie: Wolfgang Kühne (Deutsches Theater Berlin – Kammerspiele)
- 1949: Anatoli Sofronow: Der Moskauer Charakter (Frau Polosowa) – Regie: Hans Rodenberg (Haus der Kultur der Sowjetunion)
- 1949: Johann Wolfgang von Goethe: Faust. Eine Tragödie (Marthe Schwertlein) – Regie: Wolfgang Langhoff (Deutsches Theater Berlin)
- 1949: Friedrich Wolf: Tai Yang erwacht (Rot-Kreuz-Delegierte) – Regie: Wolfgang Langhoff (Deutsches Theater Berlin)
- 1951: Juri Burjakowski: Julius Fucik (Frau Jelinek) – Regie: Wolfgang Langhoff (Deutsches Theater Berlin)
- 1952: Maxim Gorki: Jegor Bulytschow und die Anderen (Abtissin) – Regie: Hans Jungbauer (Deutsches Theater Berlin)
- 1952: George Bernard Shaw: Pygmalion (Frau Higgins) – Regie: Rudolf Noelte (Deutsches Theater Berlin – Kammerspiele)
- 1955: Alfred Matusche: Die Dorfstraße – Regie: Hannes Fischer (Deutsches Theater Berlin – Kammerspiele)
- 1955: Federico Garcia Lorca: Bernarda Albas Haus (Magdt La Poncia) – Regie: Hannes Fischer (Deutsches Theater Berlin – Kammerspiele)
- 1956: Lillian Hellman: Die kleinen Füchse (Addie) – Regie: Wolfgang Heinz (Deutsches Theater Berlin – Kammerspiele)
- 1957: Johann Nestroy: Einen Jux will er sich machen (Fräulein Blumenblatt) – Regie: Otto Tausig (Deutsches Theater Berlin)
- 1958: Eduardo de Filippo: Weh‘ dem, der träumt (Tante Rosa) – Regie: Rudolf Wessely (Deutsches Theater Berlin – Kammerspiele)
- 1959: Unbekannter Verfasser: Die Trickbetrügerin und andere merkwürdige Begebenheiten – Regie: Herwart Grosse (Deutsches Theater Berlin – Kammerspiele)
- 1960: Erwin Strittmatter: Die Holländerbraut – Regie: Benno Besson (Deutsches Theater Berlin)
- 1960: Peter Karvaš: Mitternachtsmesse (Mutter) – Regie: Ernst Kahler (Deutsches Theater Berlin – Kammerspiele)
- 1962: George Bernard Shaw: Haus Herzenstod (Amme) – Regie: Wolfgang Heinz (Deutsches Theater Berlin – Kammerspiele)
- 1962: Saul O’Hara: Inspektor Campbells letzter Fall (Lydia Barbent) – Regie: Wolfgang Langhoff/Lothar Bellag (Deutsches Theater Berlin – Kammerspiele)

## Hörspiele
- 1951: Werner Stewe: Deine Freunde sind mit Dir (Physiklehrerin) – Regie: Gottfried Herrmann (Hörspiel – Berliner Rundfunk)
- 1951: Heinrich von Kleist: Der zerbrochene Krug (Marthe Rull) – Regie: Werner Wieland (Hörspiel – Berliner Rundfunk)
- 1961: Guy de Maupassant: Der Millionenstreich (Charlotte) – Regie: Otto Dierichs (Hörspiel – Rundfunk der DDR)